# Castro (Lalín)
Castro (oficialmente San Pedro de Castro de Cabras) es una parroquia española del municipio de Lalín, perteneciente a la provincia de Pontevedra, en la comunidad autónoma de Galicia. En 2022, tenía empadronados noventa habitantes.